# Benin na Mistrzostwach Świata w Lekkoatletyce 2017
Benin na Mistrzostwach Świata w Lekkoatletyce 2017 – reprezentacja Beninu podczas Mistrzostw Świata w Londynie liczyła 2 zawodniczki, które nie zdobyły żadnego medalu.

## Skład reprezentacji
| Zawodniczka   | Konkurencja        | Eliminacje | Eliminacje | Półfinał   | Półfinał | Finał    | Finał   |
| Zawodniczka   | Konkurencja        | Rezultat   | Pozycja    | Rezultat   | Pozycja  | Rezultat | Pozycja |
| ------------- | ------------------ | ---------- | ---------- | ---------- | -------- | -------- | ------- |
| Noélie Yarigo | Bieg na 800 metrów | 2:00,99 SB | 8. Q       | 1:59,74 SB | 7.       | NQ       | NQ      |

Siedmiobój
| Zawodniczka       | Konkurencja | 100H  | HJ   | SP    | 200 m | LJ   | JT    | 800 m   | Finał | Pozycja |
| ----------------- | ----------- | ----- | ---- | ----- | ----- | ---- | ----- | ------- | ----- | ------- |
| Odile Ahouanwanou | Rezultat    | 13,71 | 1,74 | 14,71 | 24,09 | 5,92 | 43,16 | 2:27,00 | 6020  | 19.     |
| Odile Ahouanwanou | Punkty      | 1020  | 903  | 841   | 972   | 825  | 728   | 731     | 6020  | 19.     |